# Jablanica

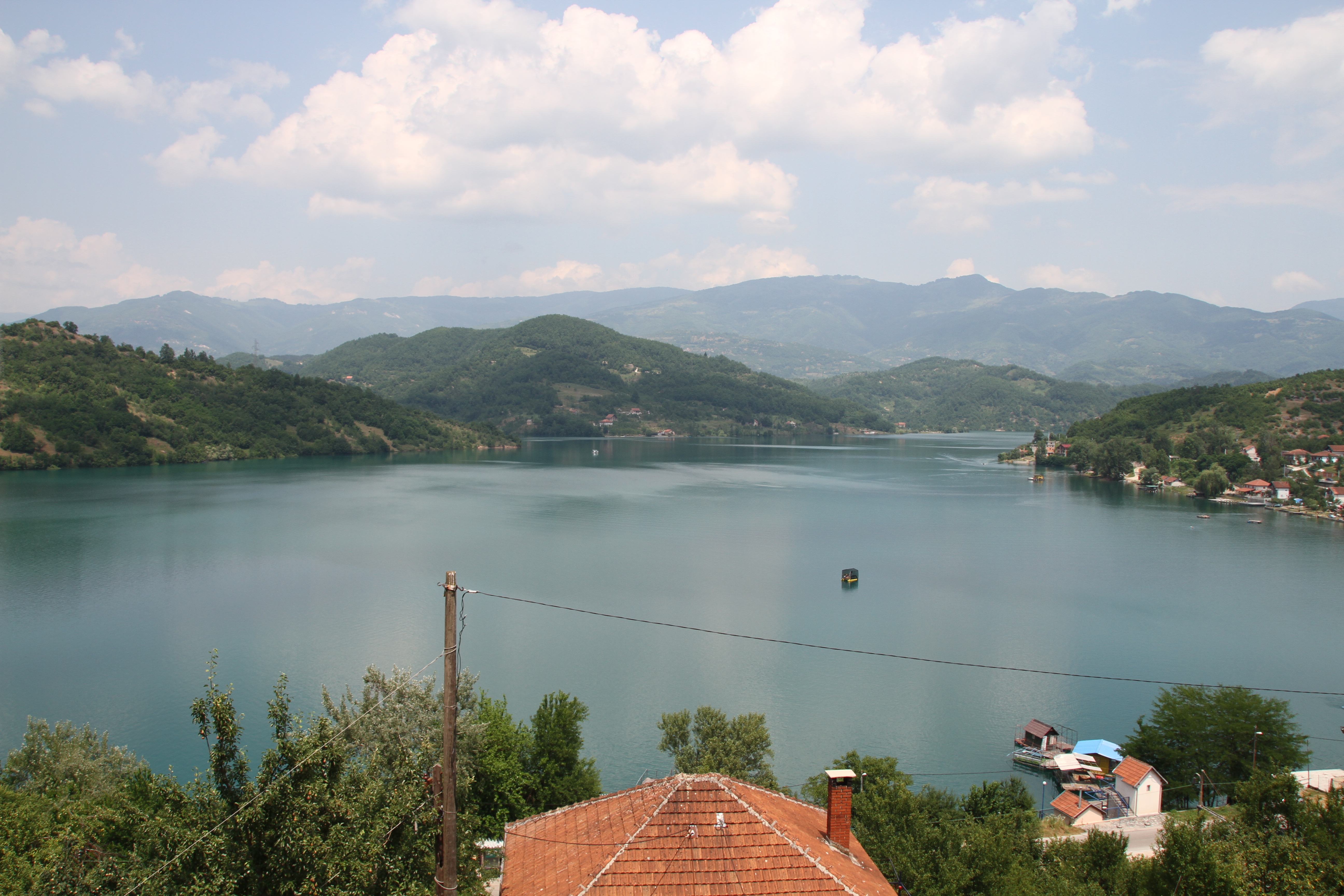
Jablanické jezero

Jablanica (srbsky Јабланица) je město a sídlo stejnojmenné opčiny v Bosně a Hercegovině v Hercegovsko-neretvanském kantonu. Nachází se asi 20 km západně od Konjice, 44 km severozápadně od Mostaru a asi 74 km jihozápadně od Sarajeva. V roce 2013 žilo v Jablanici 4 202 obyvatel, v celé opčině pak 10 580 obyvatel.
Městem protéká řeka Neretva. Severně od města se nachází po něm pojmenované Jablanické jezero; samotná vodní elektrárna se nicméně nachází v blízkosti města Jablanica.
Jižně od Jablanice se nachází muzeum bitvy na Neretvě, které bylo vybudováno v době existence socialistické Jugoslávie. Jako připomínka na druhou světovou válku a přechod partyzánů přes řeku Neretvu je v uvedeném místě ponechán zřícený železniční most.
Severně od města se nachází důl na žulu.

## Obyvatelstvo

### 2013
10 111 celkem
- 9 045 Bosňáci (89.46%)
- 726 Chorvati (7,18%)
- 63 Srbové (0,62%)
- 277 ostatní (2,74%)

Součástí opčiny je celkem 33 trvale obydlených vesnic:
- Baćina 210
- Bijela 116
- Čehari 117
- Čivelj 14
- Đevor 280
- Dobrigošće 13
- Dobrinja 61
- Doljani 568
- Donja Jablanica 456
- Donje Paprasko 238
- Dragan Selo 188
- Glodnica 160
- Glogošnica 369
- Gornje Paprasko 98
- Jablanica 4 202
- Jelačići 254
- Kosne Luke 21
- Krstac 147
- Lendava 56
- Lug 395
- Mirke 337
- Mrakovo 83
- Ostrožac 794
- Poda 13
- Ravna 164
- Risovac 70
- Rodići 16
- Slatina 439
- Sovići 289
- Šabančići 62
- Šanica 87
- Zlate 220
- Žuglići 43